# حارة أبو عواد (مسلسل)
حارة أبو عواد مسلسل كوميدي أردني يُعتبر أحد أشهر المسلسلات الأردنية، استمر المسلسل لتسعة أجزاء كان أولها عام 1981 وآخرها عام 1999. لاقى المسلسل نجاحًا كبيرًا في الأردن وفي العالم العربي. كما وأُنتج مسلسل يحمل طابعًا حديثًا وعالج قضايا حديثة واتسم بطابع عائلي في العام 2008 سُمي بـ «عيلة أبو عواد».
في العام 2017، اُنتج مسلسل كرتون تلفزيوني بعنوان «أبو عواد»، كانت حلقات المسلسل قصيرة لا تتجاوز مدة الحلقة 10 دقائق وعُرض في شهر رمضان على شاشة التلفزيون الأردني، بطولة الأداء الصوتي كانت لنبيل المشيني ونادرة عمران. وهو إنتاج مشترك بين التلفزيون الأردني وشركة توماندورا للإنتاج الفني.

## المسلسل
تدور أحداث المسلسل في حارة أبو عواد والحوارات باللهجة الأردنية المحلية بين الشخصيات. المسلسل كوميدي هادف يعكس بعض عادات وثقافات ومشاكل المُجتمع المدني والريفي الأردني في حقبة أواخر السبعينات والثمانينات من القرن الـ20. من أبرز شخصيات المسلسل أبو عواد (نبيل المشيني) وأم عواد (رشيدة الدجاني)، وابنهم عواد (ربيع شهاب) وابنتهم نجاح (عبير عيسى) وأيضاً هناك البائع مرزوق (حسن إبراهيم) وعامل المقهى سمعة (موسى حجازين).
أما الجزء الحديث والأخير من المسلسل فقد دارت أحداثه في منزل أبو عواد ومناطق عدة في عمان حيث عالج قضايا العصر الحديث في القرن الواحد والعشرين كالزواج المبكر والزواج عن طريق الإنترنت واندفاع الجيل الجديد من الشباب ومشاكل الطلاق بين الزواج الشباب وجنون التكنولوجية الحديثة. تواجدت الشخصيات الأساسية مثل أبو عواد ونجاح وأبو الخل ولكن تغيبت بعض الشخصيات مثل عواد وأم عواد وكان قد وجد شخصيات جديدة وشابة مثل نسرين وسال وزي وعاطف وزكية

## فريق العمل
كتب حلقات المسلسل فؤاد الشوملي، أسس الحارة وابتكرها الفنان الأردني نبيل المشيني وقام بإنتاج المسلسل بالتعاون مع التلفزيون الأردني. وقام بالأدوار كل ممن يلي:
- نبيل المشيني: أبو عواد
- رشيدة الدجاني: أم عواد
- ربيع شهاب: عواد
- حسن إبراهيم: مرزوق
- موسى حجازين: سمعة
- عبير عيسى: نجاح
- هالة هادي
- حسن إبراهيم
- محمد حلمي
- فؤاد الشوملي
- وليد بركات

وكتب حلقات الجزء الأخير 2008 الفنان والكاتب غسان المشيني وكان من إنتاج محطة صانعو القرار الفضائية في دبي. وقام بالأدوار كل من:
- نبيل المشيني
- غسان المشيني: أبو الخل
- عبير عيسى
- نادرة عمران: زكية
- صفاء سلطان: نسرين
- ريم بشناق
- سليم المشيني: سال
- خالد نجم
- علاء الجمل

## أغنية البداية
قام بأدائها أبطال المسلسل بشكل جماعي ويقوم نبيل المشيني بأداء آخر بيتين بصوته والكلمات تقول: